# Hvitsten
Hvitsten ist eine Ortschaft in der norwegischen Kommune Vestby im Fylke Akershus (Gerichtsbezirk Follo). Der Hafen von Hvitsten war vom 16. bis zum 18. Jahrhundert Ausgangspunkt für einen umfangreichen Export von Holz in die Republik der Vereinigten Niederlande. Der Ort war noch im 20. Jahrhundert die kleinste Stadt Norwegens und der Ort mit den meisten Schiffen im Verhältnis zu seiner Einwohnerzahl. Hier wurde das Schifffahrtsunternehmen Fred. Olsen & Co. gegründet. Hvitsten ist seit der Wende zum 20. Jahrhundert ein beliebter Badeort und ein Wohnort von Künstlern, wie z. B. Edvard Munch, dessen ehemaliger Besitz Ramme Gaard als ökologischer Bauernhof und Ausflugsziel weitergeführt wird.

## Geografie

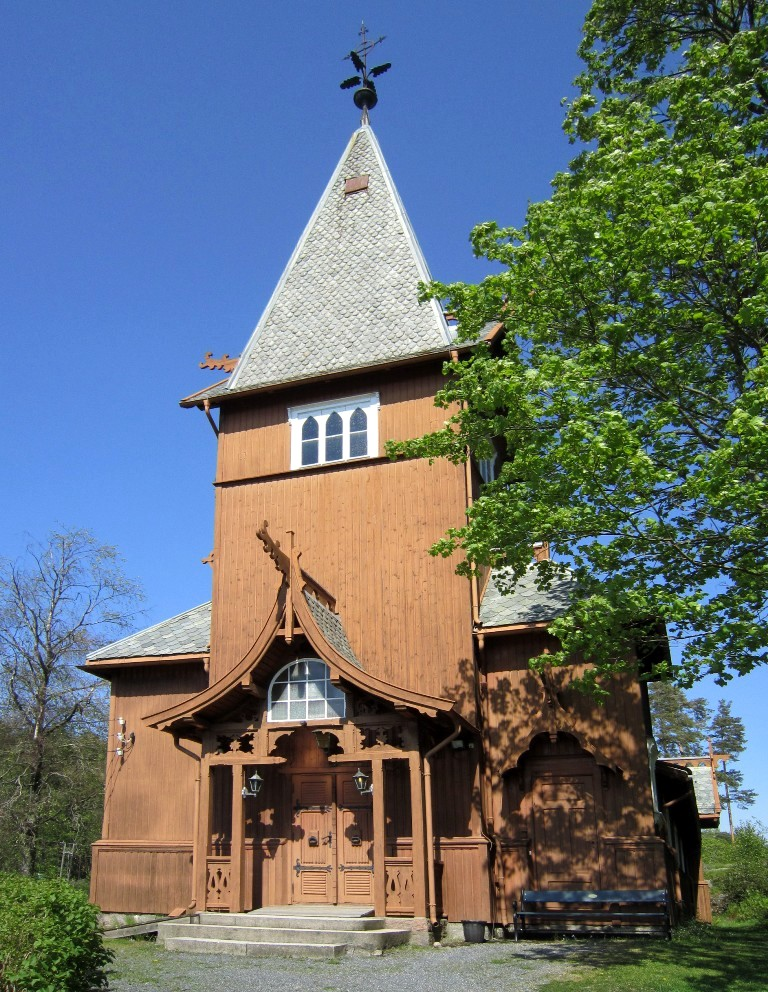
Hvitsten Kirke, Foto 2012

Hvitsten liegt auf steilem Gelände an der Ostküste des Oslofjords, jeweils etwa 10 km von Drøbak im Norden und Son im Süden entfernt, sowie 5 km westlich des Ortszentrums von Vestby. Es ist „eine unregelmäßige Siedlung mit kleinen ein- und zweistöckigen Holzhäusern, die zwischen den Felsen verstreut und durch enge, hügelige Straßen miteinander verbunden sind. Heute gibt es in Hvitsten rund 600 Ferienhäuser und etwa 100 ganzjährig bewohnte Häuser.“ Zwei Badestrände, Hvitsten Strand und Emmerstadbukta, liegen einige Kilometer südlich des Ortszentrums. Ramme Gaard befindet sich etwas entfernt im Landesinneren.

## Bevölkerung

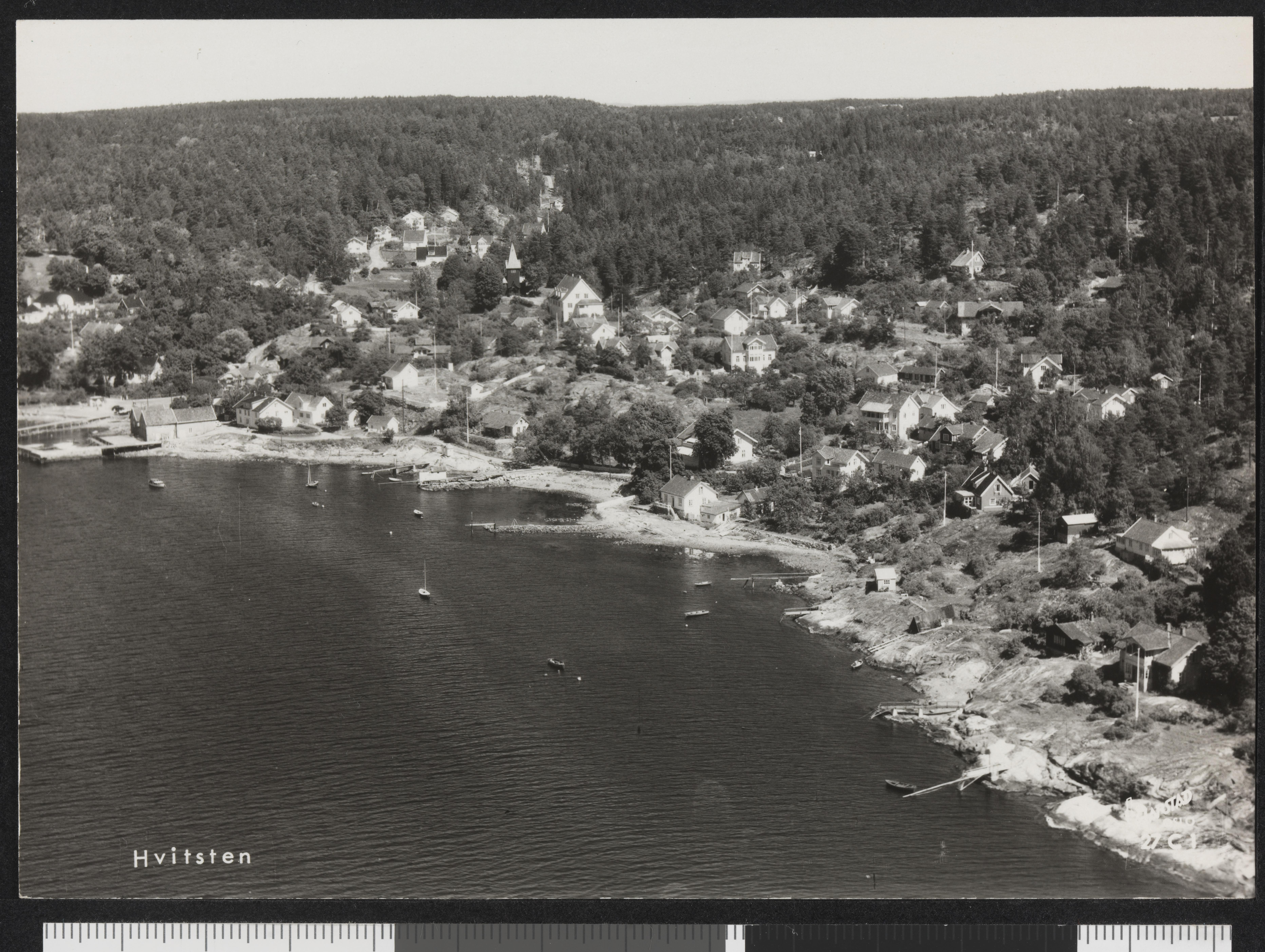
Hvitsten, nach 1903

Hvitsten war seit dem 17. Jahrhundert Ladested unter der Oberhoheit von Christiania (Oslo), also eine Stadtgemeinde mit (eingeschränkten) königlichen Handelsprivilegien. Die Formannskapslovene (Gemeindeverwaltungsgesetze) von 1837 setzten im Allgemeinen die ladesteder verwaltungsrechtlich als bykommuner (Stadtgemeinden) fort. Da Hvitsten aber besonders klein war – unter 100 Personen, nur 24 Gebäude (1. Januar 1916) – , wurde für diesen Ort eine spezielle Lösung gewählt. Er erhielt bystatus (Stadtstatus), ohne gleichzeitig eine Kommune (bykommune) zu werden, sondern gehörte zur Kommune Vestby. Ladested wurde nach wie vor als Ehrentitel verwendet, der in amtlichen Veröffentlichungen dem Namen der jeweiligen Stadt nachgestellt wurde. So z. B. bei der Präsentation der Ergebnisse der aktuellen Volkszählung im Staatskalender 1930, bei der die Bevölkerungszahl von Hvritsten ladested und jene der restlichen herredskommune (Landgemeinde) Vestby separat dargestellt wurde (für 1920 übrigens 100 bzw. 3219 Personen).
Noch in den 1950er-Jahren war Hvitsten die kleinste Stadt Norwegens (1950: 81 Einwohner). 1964 verlor der Ort den Status einer Ladested durch die vollständige Eingliederung in Vestby. Zwei Jahre lang, 2011 und 2012, wurde Hvitsten vom Statistisk sentralbyrå als Tettsted (Agglomeration) Hvitsten (0506) geführt, mit etwa 300 Einwohnern auf 0,85 km2. Danach war das Siedlungsgebiet der Tettsted mit jenem der Tettsted Vestby (0508) zusammengewachsen und ging dadurch in dieser auf.
| Jahr | Bevölkerung | Kommentar              | Quelle      |
| ---- | ----------- | ---------------------- | ----------- |
| 1900 | 107         |                        | [ 7 ]       |
| 1910 | 076         | Volkszählung           | [ 4 ]       |
| 1920 | 100         | Volkszählung           | [ 4 ]       |
| 1950 | 081         |                        | [ 1 ] [ 2 ] |
| 2011 | 297         | Tettsted 0506 Hvitsten | [ 5 ]       |
| 2012 | 311         | Tettsted 0506 Hvitsten | [ 5 ]       |
| 2024 | 350         | ungefähre Zahl         | [ 1 ] [ 2 ] |

## Geschichte

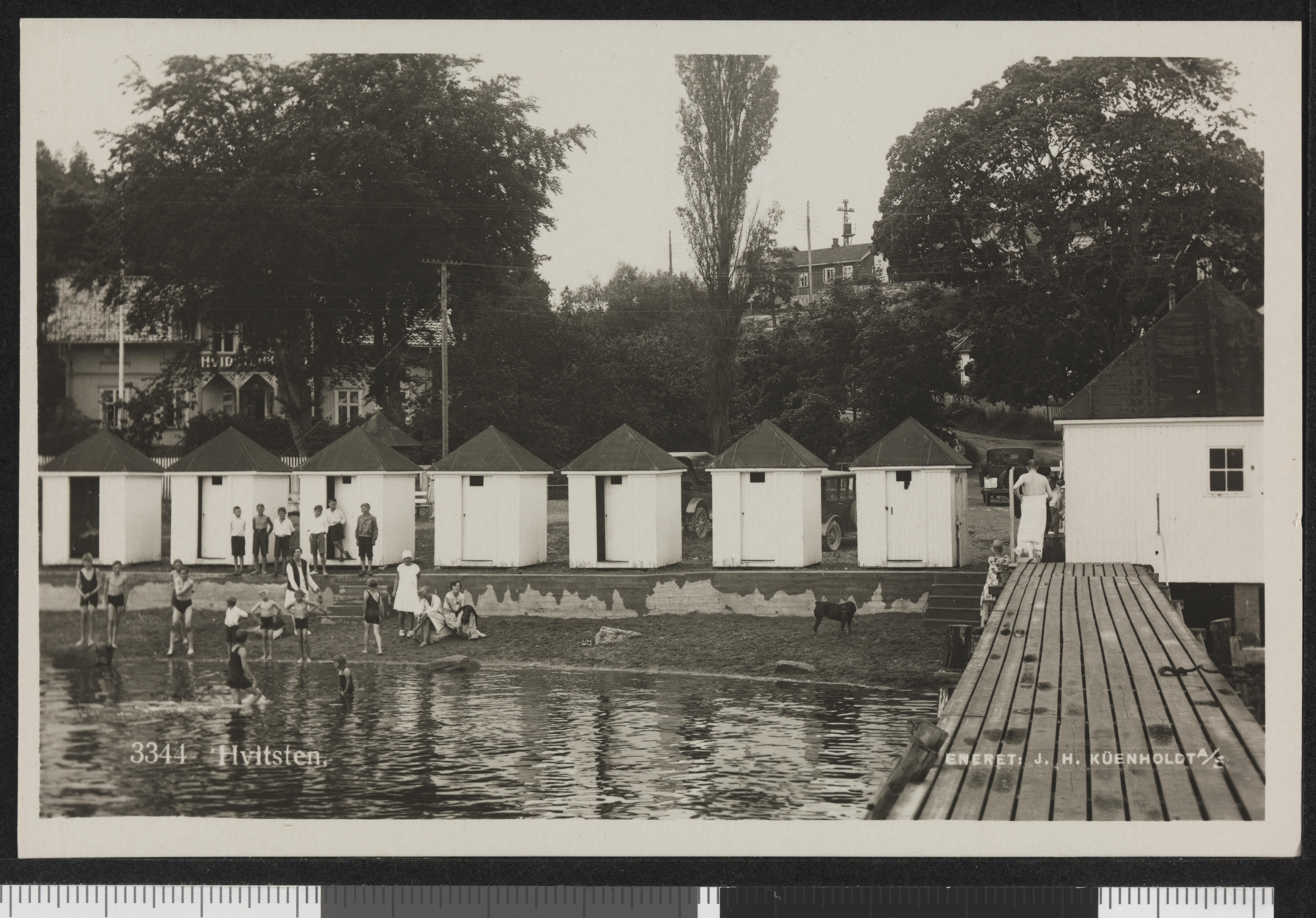
Die ehemalige Badeanstalt des Hotels Hvitsten (1947 abgerissen)

Ab dem 17. Jahrhundert wurde von Hvitsten Holz in die Niederlande und Eis nach England „in nicht unbeträchtlichen Mengen“ verschifft. Obwohl Ladested, hatte der Ort keine eigene Zollstation (tollsted); die Verzollung erfolgte von Drøbak bzw. Son aus. Nach einem leichten Rückgang im 18. Jahrhundert erlebte Hvitsen im 19. Jahrhundert einen bedeutenden Aufschwung als Standort von Handelsschiffen, was auch zur Ansiedelung von Seeleuten führte. 1875 waren im Hafen 17 Handelsschiffe registriert, was Hvitsten zum Ort mit den meisten Schiffen im Verhältnis zu seiner Einwohnerzahl machte.
Im Jahre 1848 kaufte Fredrik Christian Olsen (1815–1875) in Hvitsten zwei Segelschiffe für den Frachtverkehr. Auch seine beiden Brüder Petter Olsen (1821–1899) und Andreas Olsen (1826–1893) erwarben eigene Schiffe. Petters Sohn Thomas Fredrik (Fred.) Olsen (1857–1933), geboren in Hvitsten, führte die Geschäfte der drei Brüder unter seinem eigenen Namen als Fred. Olsen & Co. weiter. Im 21. Jahrhundert ist die Fred Olsen Gruppe weltweit tätig in den Bereichen Schifffahrt, Werften, Luftfahrt, Offshore, Medien und erneuerbare Energien. Fred Olsen gründete auch 1905 die Farbenfabrik Stabil am anderen Ende der Landzunge.

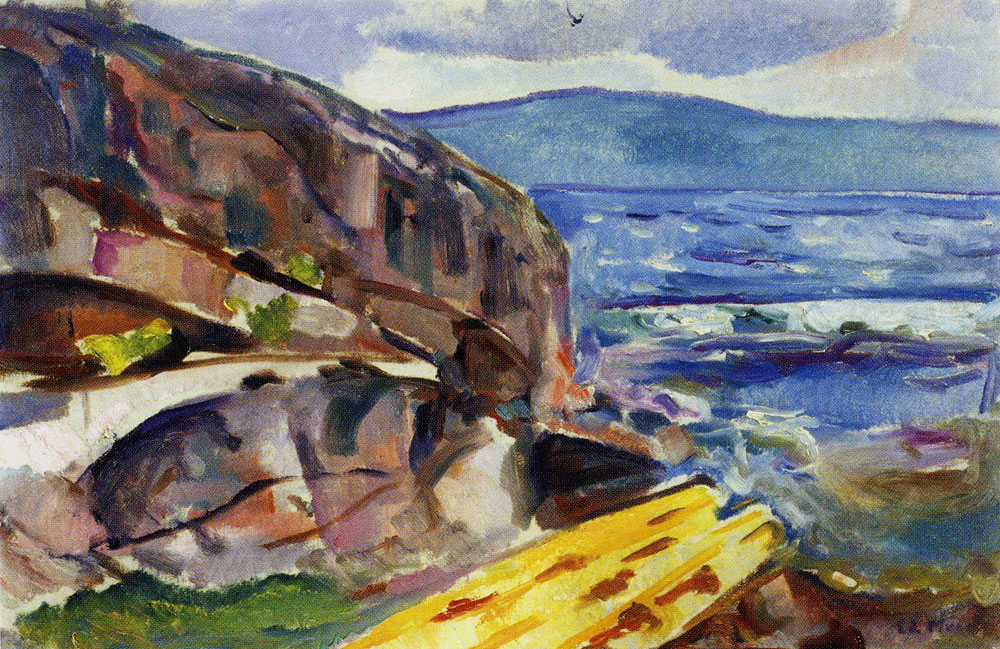
Edvard Munch: Küstenlandschaft bei Hvitsten, 1915, Privatbesitz.

Obwohl Hvitsten ein guter Hafen in einer waldreichen Gegend war, erwies sich die steile Lage als Hindernis für die weitere Entwicklung der Stadt. Salmonsens Konversationsleksikon urteilt 1922 harsch: „Die Verhältnisse sind sehr primitiv, es gibt keine Pflasterung, kein Wasserwerk, keine öffentliche Beleuchtung und keine eigene Polizei.“ Und: „Der Ort hat in letzter Zeit eine gewisse Bedeutung als Sommerresidenz für die Einwohner von Kristiania gewonnen.“
Ab dem Ende des 19. Jahrhunderts wurden Hvitsten und Emmerstad bei den Christiania-Bohèmiens beliebt. Diese avantgardistische Gruppe von Malern und Literaten um Hans Jæger und Christian und Oda Krohg vertrat einen scharfen, mit Emotionen unterfütterten Naturalismus. Aber auch andere Künstler frequentierten den Badeort und siedelten zum Teil dauerhaft nach Hvitsten. Theodor Kittelsen kaufte 1892 ein Haus; Edvard Munch erwarb 1911 das Anwesen Nedre Ramme nördlich von Hvitsten als Sommersitz und Atelier. Auch Oscar Wergeland und Sigrid Undset lebten längere Zeit in Hvitsten.

## Sehenswürdigkeiten

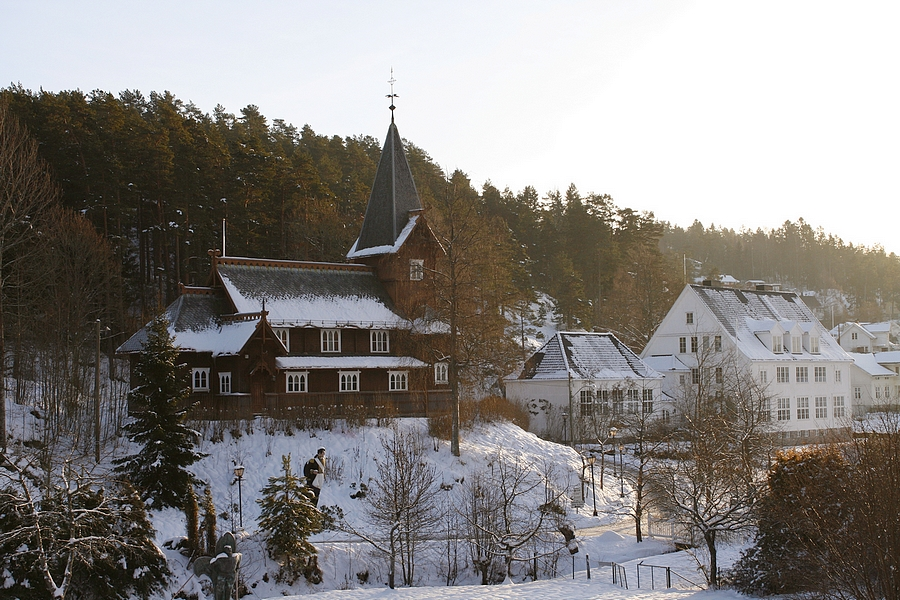
Die von Petter und Bolette Olsen gestiftete Stabkirche und Schule, Foto 2012

Die Familie Olsen hat ihre Spuren im Ort hinterlassen. „Lysedal, das Landgut der Familie, beherrscht zusammen mit den alten Gallionsfiguren der Reederei, die in den Parks des Anwesens aufgestellt sind, noch immer die Landschaft.“ Petter und seine Frau Bolette (1828–1922) stifteten 1887 ein Gebetshaus und eine Schule. Die Schule ist eine der ältesten in Vestby und dient heute als Bürogebäude für einige Olsen-Unternehmen. Die 1903 gebaute Stabkirche ist ebenfalls ein Geschenk von Bolette Olsen. Ihr Sohn Fred „wurde zu Recht mit einem Denkmal in Hvitsten geehrt.“ Petter Olsen (* 1948), Kunstsammler und gegenwärtiges Mitglied der Olsenfamilie, ist Eigentümer und Betreiber von Ramme Gaard.

## Etymologie
Hvitsten, altnordisch Hvítistein, bedeutet wörtlich Weißer Stein (hvítr = weiß, stein = Stein, Felsen, Berg). Hvitsten ist am Osloford als Hofname gebräuchlich.